# Керченско-Феодосийская военно-морская база
Керченско-Феодосийская военно-морская база (сокращённо Керченско-Феодосийская ВМБ) — разнородное объединение Черноморского флота ВМФ СССР.

## История
Сформирована 1 апреля 1953 года с границами операционной зоны от меридиана 35° до станицы Благовещенская с временной дислокацией органов управления и обеспечения базы в городе Керчь в составе Управления КФ ВМБ, 108-й бригады ОВРа в Керчи, 72-го отдельного дивизиона строящихся тральщиков в Камыш-Буруне, 91-го отдельного дивизиона строящихся торпедных катеров в Феодосии, 335-го дивизиона ОВРа в Ростове-на-Дону, 117-й бригады опытовых кораблей в Феодосии, 743-й отдельной береговой артиллерийской батареи на мысе Панагия, 11-го базового района ПВО в Керчи, Керченско-Азовского района гидрографической службы в Керчи, органов тыла, гарнизона, частей и подразделений обеспечения, полигонов № 4, 222, 232. За свою историю база неоднократно переформировывалась и расширяла свою функциональную принадлежность. С 1978 по 1980-е годы в её составе находилась 141-я бригада кораблей ОВРа, 53-я бригада строящихся и ремонтирующихся кораблей, испытательный центр и единственный во флоте СССР глубоководный полигон противолодочного и противоминного оружия. В разные периоды истории базы на неё базировались дивизион и бригада подводных лодок Черноморского флота.
В 1995 году Керченско-Феодосийская военно-морская база была расформирована.

## Командиры базы
Базой в различное время командовали:
- 1953—1956 — контр-адмирал Сиротинский, Сергей Сергеевич;
- 1956—1957 — контр-адмирал Домнин, Семён Васильевич;
- 1957—1970 — контр-адмирал, с 1966 вице-адмирал Томский, Михаил Гаврилович;
- 1970—1974 — вице-адмирал Чулков, Леонид Дмитриевич;
- 1974—1983 — вице-адмирал Виргинский, Василий Николаевич;
- 1983—1989 — контр-адмирал Варганов, Владимир Фёдорович;
- 1989—1991 — контр-адмирал Барановский, Валентин Яковлевич;
- 1991—1992 — вице-адмирал Сергеев, Валерий Николаевич;
- 1993—1994 — контр-адмирал Сысуев, Юрий Николаевич.